# 4203 Brucato
4203 Brucato è un asteroide della fascia principale. Scoperto nel 1985, presenta un'orbita caratterizzata da un semiasse maggiore pari a 2,605046 UA e da un'eccentricità di 0,133687, inclinata di 28,596583° rispetto all'eclittica. Ha un diametro di 17,803 km e un'albedo di 0,084.
È il principale asteroide della famiglia Brucato.
È dedicato a Robert J. Brucato, al tempo assistente del direttore dell'osservatorio di Monte Palomar.